# Pyrenopeziza brassicae
Pyrenopeziza brassicae B. Sutton & Rawl. – gatunek grzybów z rodziny Ploettnerulaceae. Pasożyt roślin z rodziny kapustowatych, ale głównie rzepak, wywołujący u niego chorobę o nazwie biała plamistość liści rzepaku (dawniej nazywana cylindrosporiozą roślin kapustowatych lub cylindrosporiozą roślin krzyżowych).

## Systematyka i nazewnictwo
Pozycja w klasyfikacji według Index Fungorum: Pyrenopeziza, Ploettnerulaceae, Helotiales, Leotiomycetidae, Leotiomycetes, Pezizomycotina, Ascomycota, Fungi.
Synonimy nazwy naukowej:
- Cylindrodochium concentricum (Grev.) Bonord. 1851
- Cylindrosporium concentricum Grev. 1822
- Cylindrosporium concentricum Unger 1833
- Cylindrosporium concentricum var. macrosporum Bat. & Peres 1964
- Gloeosporium concentricum (Grev.) Berk. & Broome 1850[5].

Anamorfą jest Cylindrosporium concentricum, dawniej uznawany za odrębny gatunek, obecnie za synonim.

## Rozwój
Na pędach zaatakowanych roślin pojawiają się koncentrycznie ułożone acerwulusy o średnicy 0,1–0,2 mm. Powstają w nich jednokomórkowe, cylindryczne zarodniki konidialne o rozmiarach 10–16 × 3–4 μm. Dokonują one infekcji wtórnej zarażając następne rośliny. Roznoszone są przez rozpryskujące się na roślinie krople deszczu, zarażają więc tylko sąsiednie rośliny. Jesienią na obumarłych resztkach zaatakowanych roślin rozwijają się apotecja, w których na drodze płciowej powstają askospory. Apotecja mają średnicę 285 μm, a rozwijające się w nich worki mają długość 80–100 μm i szerokość 2,5–3,5 μm. Askospory mają rozmiar 12,5–18,5 × 2,5–3 μm. Dokonują one infekcji pierwotnej głównie jesienią oraz podczas łagodnej zimy. Po okresie trwającym od kilku tygodni do kilku miesięcy na porażonych roślinach rozwijają się z nich acerwulusy.
Forma bezpłciowa, dawniej uważana za odrębny gatunek, jest obligatoryjnym pasożytem, forma płciowa saprotrofem.